# 周雪
周雪（Shirley Zhou Xue，1982年—），加拿大華裔，籍貫北京，擅長大提琴演奏。2001年參選溫哥華華裔小姐競選奪魁，隨後參選2002年國際華裔小姐競選亦奪冠，賽后並沒有進入娛樂圈。

## 獎項
- 2001年溫哥華華裔小姐冠軍
- 2002年國際華裔小姐冠軍